# Хасьяново
Хасьяново — посёлок в Большечерниговском районе Самарской области России. Входит в состав сельского поселения Краснооктябрьский. До упразднения уездно-губернского деления входило в состав Имелеевской волости Николаевского уезда Самарской губернии.
Фактически урочище. Последний житель посёлка снят с учёта регистрации в 2015 году.
Малая родина башкирской писательницы Хадии Давлетшиной (1905—1954).

## Название
Названа в честь Хасяна Куватова (1763 г.р.).
Прежние варианты написания ойконима: д. Хасяново (с 1806), д. Асян Куватово (1823—1824), д. Хасяново 2-й (с 1834 по 1862), д. Хасяново (с 1862 по 1917), д. Хасьяново (первый раз зафиксировано в 1921).
С 1926—1927 до настоящего времени в официальных документах — посёлок Хасьяново; среди населения именуется как деревня Хасаново.

## География
Стоит по берегам реки Большой Иргиз, в 15 км от посёлка Краснооктябрьский, центра администрации сельского поселения, в 36 км села Большая Черниговка, административного центра муниципального района, в 180 км от областного центра города Самара.
Улица одна — Степная.
Первоначально находилась «при р. Большой Узени на Кабанье канаве выше порогов» (1806). В отчетах чиновников (май 1833 г.) отмечено, что «на порогах» уже 6 лет отсутствует факт проживания башкирского населения. С 1827 г. источники фиксируют Хасяново в бассейне р. Сары Узян (р. Малая Узень), в 1832 г. поселение представлено на левом берегу р.2-й Чижи, с 1867 г. башкирская деревня в бассейне р. Большой Иргиз.

## История
Основана деревня в 1806 г. башкирами Бурзянской, Кара-Кипчакской и Усерганской волостей Оренбургской губернии.
В период с 1834 по 1862 существовали Хасяново и Хасяново 2-я (не путать с д. Хасяново-Бигильдино). Первая относилась к 2-й юрте, вторая — к 3-й юрте Башкирского отделения Уральского казачьего войска. 18 мая 1862 г. в д. Хасяново произошел сильный пожар, в результате которого 20 домов были уничтожены и 33 семейств остались без крова. С этого периода в архивных документах исчезает порядковая нумерация в наименовании деревни Хасяново.
Хасяново (на берегу р. Большой Иргиз) основано в 1867 г. башкирами из д. Хасяново 3-й юрты Башкирского отделения Уральского казачьего войска. Переселение башкир связано с реализацией Положения от 2 июня 1865, ликвидировавшего кантонную систему управления с переводом башкир в сельское податное сословие.
20 августа  1938  г. Харьяново посетили участники третьей этнографической экспедиции Саратовского областного музея краеведения. В  течение  19  дней  экспедиции  маршрут саратовских исследователей был следующим: хутор Юртовский Перелюбского района Саратовской области (16–17 августа), д. Имилеево (17–20, 22 августа), с. Украинка (20–22  августа),  д. Хасьяново  (20  августа),  д. Утекаево  (23–24,  27  августа),  д. Качкиново (24–26  августа),  д. Денгизбаево  (24–26  августа)  Большечерниговского  района  и д. Ташкустьян (21–22 августа) и д. Муратшино (21–22 августа) Алексеевского района 
Куйбышевской  области. Этнографы  зафиксировали,  что  башкиры  бассейна  р. Большой. Иргиз  внутри населенного  пункта  проживают  родственными  группами; также родственно шло  захоронение на  территории  кладбища, представителей  чужого  рода  принимали  для  захоронения  только  на краю или же за пределами кладбищ. Жители переселенческих  деревень Ташбулатово, Хасаново и Дингезбаево стали называться «новыми» («яңылар»), в отличие от «старых» («изкеләр»):195. 
13 октября 2018 года инициативная группа социального проекта «Певцы Иргиза» с гостями из Уфы,  научными  сотрудниками  Института  истории,  языка  и  литературы  Аккубековым  Рашитом Юмадиловичем   и  Маннаповым  Марселем  Муритовичем выехали на мусульманские кладбища башкирских деревень Имелеевка, Кинзягулово и Хасьяново. Здесь Рашит Юмадилович Аккубеков показал способы реставрации записей на надгробных плитах, прочтение текста и др. (Харасова, Филимонова 2018, с.283).
Административный центр Хасьяновского сельского исполнительного комитета Имилеевского ВИКа Пугачевского уезда Самарской губернии (1918—1925, 1926—1928). В июле 1928 Хасьяново вошло в состав Костинского сельсовета Больше-Глушицкого района Самарского округа Средне-Волжской области. С 1958 по 2002 годы в составе Краснооктябрьского сельсовета, в 2002—2005 годах в составе муниципального образования Краснооктябрьской волости, с 2005 — в составе сельского поселения Краснооктябрьский.

## Население
| 2010 | 2011 | 2012 | 2013 | 2014 | 2015 | 2016 |
| ---- | ---- | ---- | ---- | ---- | ---- | ---- |
| 9    | ↘0   | ↗2   | →2   | ↗3   | ↘0   | →0   |

### Историческая численность населения
Деревня Хасяново (в бассейне р. Большой и Малой Узени): в 1806 г. — 60 дворов, в 1812 г. — 27 душ мужского пола, в 1834 г. (д. Хасяново 2-й юрты) — 51 человек (36 м.п., 25 ж.п.) в 11 дворах, в 1834 г. (д. Хасяново 3-й юрты) — 182 человек (92 м.п., 90 ж.п.) в 37 дворах, в 1842 г. — 234 человек (111 м.п., 123 ж.п.) в 35 дворах, в 1850 г. — 314 человек, в 1857 г. — 380 человек (181 м.п., 199 ж.п.) в 57 дворах, в 1866 г. — 491 человек (242 м.п., 249 ж.п.) в 70 дворах.
Деревня Хасяново (на берегу р. Большой Иргиз): в 1867 г. в населенном пункте проживало 162 душ м.п., в 1871 г. — 166 м.п., в 1889 г. — 409 человек (170 м.п., 239 ж.п.) в 78 дворах, в 1908 г. — 534 человек (278 м.п., 256 ж.п.), в 1900 г. — 342 м.п. в 121 дворах, в 1908 г. — 534 человек (278 м.п., 256 ж.п.); в 1910 г. — 552 человек, в 1916 г. — 597 человек (296 м.п., 301 ж.п.) в 118 дворах, в 1918 г. — 704 человек (329 м.п., 375 ж.п.) в 124 дворах, в 1919 г. — 802 человек (410 м.п., 392 ж.п.), в ноября 1921 г. — 651 человек. С 1 июля 1921 г. по 1 января 1923 г. в д. Хасьяново умерло от голода 239 человек. В 1923 г. — 286 человек (131 м.п., 155 ж.п.) в 71 дворах, в марте 1927 г. — 277 человек в 70 дворах, в мае 1927 г. — июле 1928 г. — 307 человек (131 м.п., 176 ж.п.), в 1931 г. — 225 человек в 59 дворах, в 1946 г. — 180 человек в 41 дворах, в 1952 г. — 43 дворов, в 1956 г. — 49 дворов, в 1958 г. — 209 человек, в 1964—1966 г. — 294 человек (126 м.п., 168 ж.п.), в 2004 г. — 48 человек, в 2005 г. — 41 человек, в 2010 г. — 9 человек (5 м.п., 4 ж.п.), в 2012 г. — 2 человека, в 2013 г. — 2 человека, в 2014 г. — 3 человека, с 2015 г. никто не прописан.

### Национальный состав
Родовые подразделения: айыу (Аралбаевы, Даяновы, Хуббихузины, Якуповы), буре (бүре) (Шагаевы), ирлэн (ирлән) (Мукминовы, Усмановы), короюл (ҡороюл), карабай (ҡарабай), каратун (ҡаратун) (Акзяновы, Ахмадеевы, Гайсины, Кутлуахметовы, Мерхайдаровы, Салиховы, Юнусовы), сапин (сапый) (Мусины, Султановы, Сурмухаметовы, Ярмухаметовы), хыуын (һыуын) (Зайнетдиновы, Фахретдиновы), ярат (Ильясовы, Мухамедьяновы, Лутфуллины).
Первое упоминание о Ярате как о родоначальнике одного из родовых 
подразделений  д. Хасьяново  появилось  в  переписке  уроженки деревни, башкирской писательницы Х. Л. Давлетшиной  с  башкирским 
языковедом Т. Г. Баишевым, где было упомянуто о существовании данной 
родословной в одном из населенных пунктов Матраевского района БАССР .
В Самарской области башкиры компактно проживают на территории двух сельских районов: Большечерниговского (дер. Хасьяново, Кинзягулово, Имелеевка, Денгизбаево, Утекаево, пос. Исток, пос. Иргизский — все по реке, а также дер. Кочкиновка по р. Таловой, притоку реки Б.Иргиз) и Большеглушицкого (дер. Муратшино, Таш-Кустьяново по реке Каралык, притоку реки Б.Иргиз).

## Известные уроженцы, жители
- Давлетшина, Хадия Лутфулловна (1905—1954) — советская башкирская писательница.
- Кушаева, Рабига Янгуловна (1901—1937) — деятель женского движения.
- Юмагулов, Харис Юмагулович (1890—1937) — один из лидеров Башкирского национального движения, партийный и государственный деятель, председатель Башревкома.

## Инфраструктура
С 2015 г. в п. Хасьяново отсутствуют жители и жилые строения.
В марте 1919 г. в башкирских деревнях Имилеевской волости Пугачевского уезда Самарской губернии открыли светские школы I ступени. В 1928 г. в посёлке функционировала школа I ступени с двумя группами обучения, которую посещали 40 детей. Учителями работали: Зинат Рахматуллин (он же заведующий, погиб на войне в ноябре 1943), Усманов Габдельахат Мукминович; в 1954—1955 — Саитгалина; в 1960-х гг. Зайнетдинова Залифа Усмановна и Усманова (Камалитдинова) Разия Сахавовна.